# Outkasts diskografi
OutKasts diskografi er en oversigt over hiphop duoen OutKasts udgivelser.

## Album

### Studiealbum
| Titel                                                                                        | Detaljer | Tophitlistepositioner | Tophitlistepositioner | Tophitlistepositioner | Tophitlistepositioner | Tophitlistepositioner | Tophitlistepositioner | Tophitlistepositioner | Tophitlistepositioner | Tophitlistepositioner | Tophitlistepositioner | Certificeringer |
| Titel                                                                                        | Detaljer | US                    | US R&B                | AUS                   | CAN                   | GER                   | IRL                   | NZ                    | SWE                   | SWI                   | UK                    | Certificeringer |
| -------------------------------------------------------------------------------------------- | --- | --------------------- | --------------------- | --------------------- | --------------------- | --------------------- | --------------------- | --------------------- | --------------------- | --------------------- | --------------------- | --- |
| Southernplayalisticadillacmuzik                                                              | - Udgivet: 26. april 1994 (US) - Pladeselskab: LaFace, Arista, RCA - Formater: CD, LP, cassette, digital download      | 20                    | 2                     | —                     | —                     | —                     | —                     | —                     | —                     | —                     | —                     | - RIAA: Platinum |
| ATLiens                                                                                      | - Udgivet: 27. august 1996 (USA) - Pladeselskab: LaFace, Arista, RCA - Formater: CD, LP, kassette, digital download    | 2                     | 1                     | —                     | 16                    | 82                    | —                     | —                     | —                     | —                     | —                     | - RIAA: 2× Platinum - MC: Gold |
| Aquemini                                                                                     | - Udgivet: 29. september 1998 (USA) - Pladeselskab: LaFace, Arista, RCA - Formater: CD, LP, kassette, digital download | 2                     | 2                     | —                     | 17                    | 66                    | —                     | —                     | —                     | —                     | —                     | - RIAA: 2× Platinum - MC: Gold |
| Stankonia                                                                                    | - Udgivet: 31. oktober 2000 (US) - Pladeselskab: LaFace, Arista, RCA - Formater: CD, LP, cassette, digital download    | 2                     | 2                     | 33                    | 4                     | 6                     | 29                    | 17                    | 15                    | 14                    | 10                    | - RIAA: 4× Platinum - BPI: Gold - MC: 2× Platinum - RMNZ: Gold                                                                    |
| Speakerboxxx/The Love Below                                                                  | - Udgivet: 23. september 2003 (USA) - Pladeselskab: LaFace, Arista, RCA - Formater: CD, LP, kassette, digital download | 1                     | 1                     | 9                     | 4                     | 21                    | 3                     | 3                     | 11                    | 11                    | 8                     | - RIAA: Diamond - ARIA: Platinum - BPI: 2× Platinum - BVMI: Guld - MC: Gold - IFPI SWE: Gold - IFPI SWI: Guld - RMNZ: 2× Platinum |
| Idlewild                                                                                     | - Udgivet: August 22, 2006 (US) - Pladeselskab: LaFace, Zomba - Formater: CD, LP, digital download                     | 2                     | 1                     | 27                    | 6                     | 33                    | 19                    | 13                    | 18                    | 4                     | 16                    | - RIAA: Platinum - MC: Gold |
| "—" angiver en optagelse, der ikke kom på hitlisten eller ikke blev frigivet i dette område. | |                       |                       |                       |                       |                       |                       |                       |                       |                       |                       | |

### Opsamlingsalbum
| Titel                              | Detaljer | Tophitlistepositioner | Tophitlistepositioner | Tophitlistepositioner | Tophitlistepositioner | Tophitlistepositioner | Certificinger    |
| Titel                              | Detaljer | USA                   | USA R&B               | GER                   | NZ                    | UK                    | Certificinger    |
| ---------------------------------- | --- | --------------------- | --------------------- | --------------------- | --------------------- | --------------------- | ---------------- |
| Big Boi and Dre Present... Outkast | - Udgivet: December 4, 2001 (US) - Pladeselskab: Arista, RCA - Formater: CD, LP, kassette, digital download | 18                    | 4                     | 78                    | 25                    | 167                   | - RIAA: Platinum |